# Andira skolemora
Andira skolemora là một loài thực vật có hoa trong họ Đậu. Loài này được H.Kost. miêu tả khoa học đầu tiên.